# Китобойный промысел на Фарерских островах

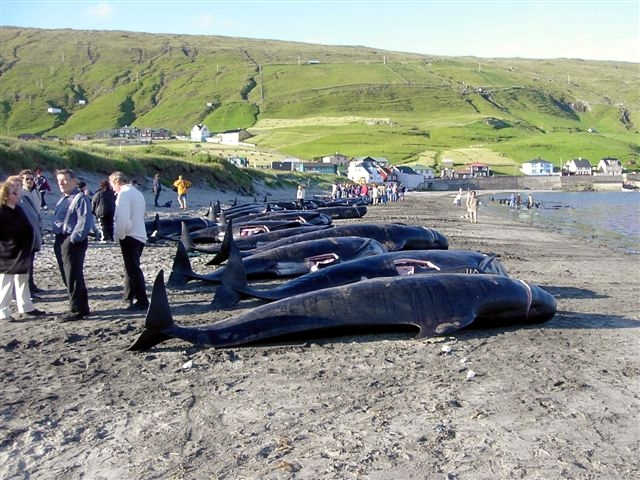
Убитые гринды на пляже поселения Квальба, остров Сувурой

Китобойный промысел на Фарерских островах существует по меньшей мере с X века. Он регулируется фарерскими властями, а не Международной комиссией по промыслу китов, из-за разногласий по поводу того, какой компетенцией комиссия обладает в отношении малых китообразных. Ежегодно забивают около 950 гринд (чёрных дельфинов, Globicephala melaena), в основном летом. Ловля гринд (фар. grindadráp [ˈgɹɪndaˌdrɔap]) — некоммерческое мероприятие, организуемое общинами; участвовать в ней может любой. Во время ловли китобои окружают гринд лодками, располагая их широким полукругом, а затем лодки медленно загоняют гринд в бухту или на дно фьорда.
Большинство фарерцев считает промысел гринд важной частью своей культуры и истории. Группы защиты прав животных критикуют промысел как жестокий и не являющийся необходимым, в то время как китобои утверждают, что большинство журналистов демонстрирует недостаток знаний о методах ловли и экономической важности промысла.

## История промысла

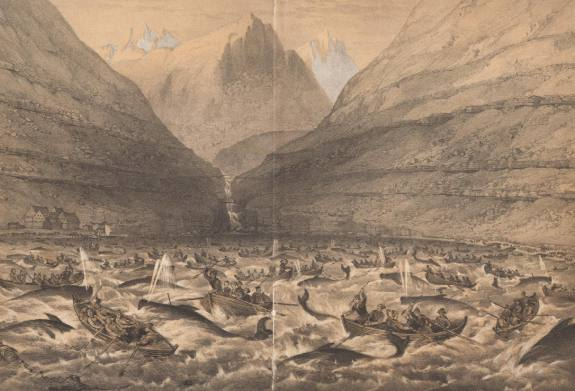
Забой китов в Вестманне, 1854 год

Китобойный промысел в северной Атлантике долгое время был обычным явлением. Известно, что он существовал в Исландии, на Гебридских, Шетландских и Оркнейских островах.
Археологические свидетельства ранних норманнских поселений на Фарерских островах около 1200 лет назад — они представляют собой кости гринд, найденные среди хозяйственных остатков в поселении Гота (остров Эстурой), — демонстрируют, что гринды давно занимают центральное место в повседневной жизни Фарерских островов. Мясо и жир гринд составляли важную часть рациона островитян. В частности, жир высоко ценился как в качестве еды, так и, в переработанном виде, для освещения. Из кожи гринд изготавливались верёвки, из желудков — поплавки.
Добыча китов регулировалась законом со средневековых времён. Ссылки на это существуют в ранних норвежских правовых документах; самый ранний из таких документов — так называемая «Овечья грамота» (фар. Seyðabrævið) 1298 года, которая включает правила, относящиеся к китобойному промыслу.

## Составляющие части промысла

### Обнаружение гринд

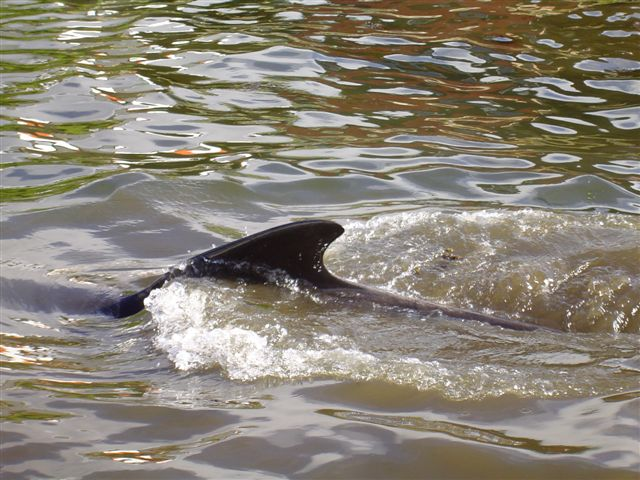
Появление гринды

Промысел гринд основан на развитой системе коммуникаций. О такой системе уже в XVII веке упоминал датский священник Лукас Дебес. Исторически система работала следующим образом: весть об обнаружении стада гринд — «гриндабо» (фар. grindaboð) — распространялась гонцами среди жителей соответствующего острова (всего на Фарерских островах семнадцать обитаемых островов). Одновременно в оговорённом месте зажигался костёр для оповещения жителей соседних островов, которые повторяли рассылку гонцов и зажигали собственные сигнальные костры.
Считается, что эта система — один из старейших элементов промысла гринд, который был необходим потому, что для загона и забоя гринд требовалось большое количество лодок и людей. Однако сегодня новости об обнаружении гринд передаются с помощью мобильных телефонов и других современных средств связи.

### Места

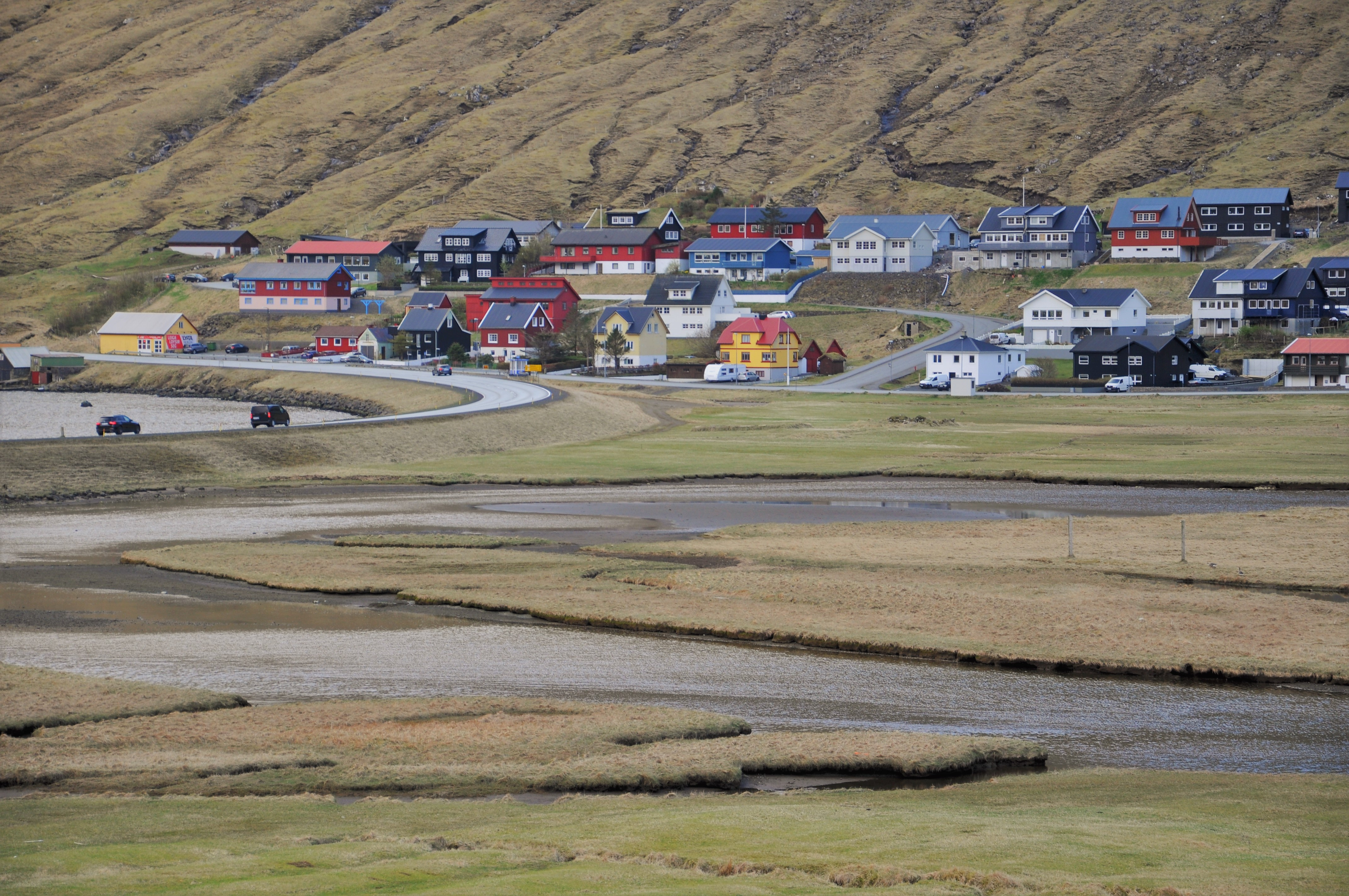
Небольшое поселение Hvalvík («Китовая бухта») на острове Стреймой — известное место промысла

Выбранное место должно быть хорошо приспособлено для охоты, закон запрещает забивать гринд вне специально оговорённых мест. Морское дно должно плавно спускаться от побережья к большим глубинам. Выполнение этих условий позволяет загонять гринд достаточно близко к берегу, где животное можно захватить и забить на мелководье. После обнаружения гринд лодки собираются за стадом и медленно пригоняют гринд к одному из официально разрешённых мест забоя (фар. Hvalvágir — «китовый залив»), обычно в бухту или в выход фьорда. Территория Фарерских островов поделена на девять промысловых районов, в которые входят 23 бухты, в которых разрешена добыча: Бойр, Фомьен, Фуглафьёрдур, Фуннингсфьёрур, Хусавик, Квальба, Квальвуйк, Ханнасунд, Клаксвуйк, Лэнар, Миввагур, Нордскаль, Эравуйк, Сандавагур, Сандур, Сюругётс, Чёрнувуйк, Торсхавн, Тронгисвагур, Твёройри, Вагур, Вестманна, Вивуйк.

## Пищевое значение
Бо́льшую часть традиционного рациона фарерцев составляет мясо. Из-за сурового климата на островах практически невозможно выращивать овощи и зерновые. В зимние месяцы единственным способом выживания для островитян было потребление солёной и вяленой пищи, включая мясо и жир гринд, баранину, мясо морских птиц и рыбу. В течение веков гринды составляли важный источник пищи и витаминов для изолированного населения североатлантического архипелага.
Мясо и жир гринд хранят, готовят к употреблению и съедают непосредственно в семьях, китовое мясо не продаётся в магазинах. Хотя главным экспортируемым товаром Фарерских островов является рыба, мясо и жир гринд не экспортируется. Ежегодная добыча гринд, составляющая 956 голов (1990—1999), примерно соответствует 500 тоннам мяса и жира, что составляет около 30 % производимого на островах мяса.

## Культурное значение

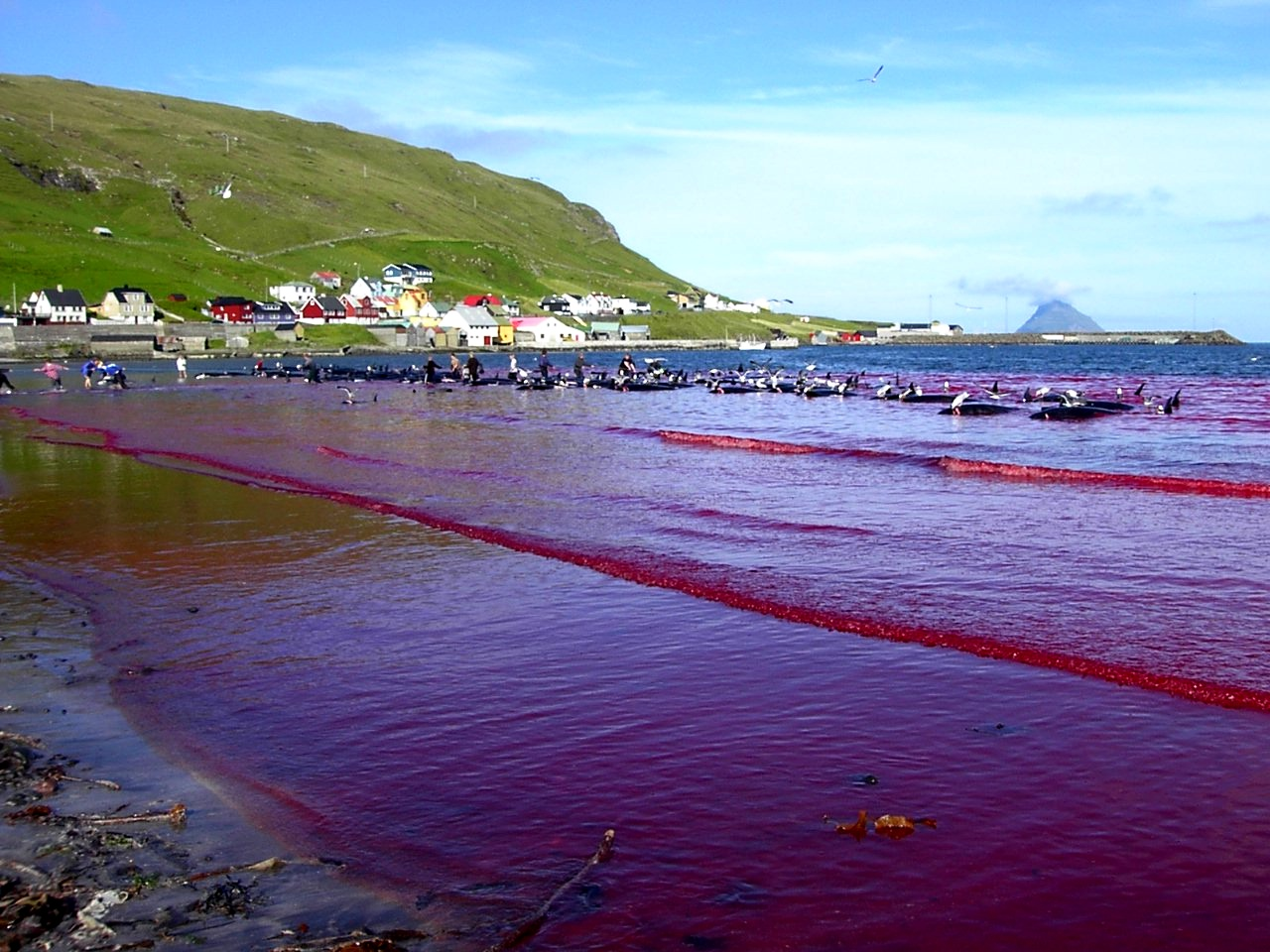
Прибрежные воды во время забоя от крови окрашиваются в красный цвет

Забой гринд — неотъемлемая часть фарерской общественной культуры. Фарерские мужчины часто говорят, что участие в китобойном промысле позволяет им чувствовать себя фарерцами. Женщины не принимают активного участия в промысле, но обычно наблюдают за ним, что является следствием традиционного разделения труда, сложившегося за столетия и не изменившегося с тех пор.
Китобойный промысел является важным мотивом фарерской литературы и искусства. Полотна Самала Йонсена-Микинеса, изображающие китобойный промысел, ценятся по всему миру как важнейшая часть его творчества. Они составляют постоянную экспозицию фарерского художественного музея в Торсхавне.

## Протесты
Против забоя китов на Фарерах протестует общество охраны морской фауны «Морской пастух», созданное в 1977 году Полом Уотсоном, бывшим активистом «Гринпис». Организация известна тем, что её члены часто прибегают к радикальным методам борьбы с рыболовами и китобоями.

## Статистика добычи

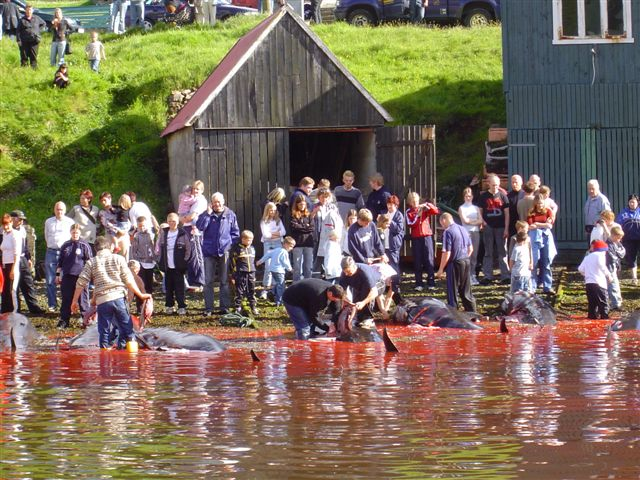
По традиции мужчины собираются для забоя китов на берегу. Город Вагур, 28 июня 2004 года

Цифры забоя китовых сохранились с 1584 года, а непрерывная статистика ведётся с 1709 года, что составляет самый длительный в мире период сбора статистики добычи диких животных.
Добыча разделяется на доли, измеряемые фарерцами в скиннах (фар. skinn [de]) — это древняя мера, позаимствованная из сельскохозяйственного обихода: 1 скинн соответствует 38 кг китового мяса, плюс 34 кг китового жира, всего 72 кг.
| период*   | количество рейдов | добыча (голов) | добыча (скинн)  |
| --------- | ----------------- | -------------- | --------------- |
| 1709-1950 | 1’195~5           | 178’259~737    | 1’360’160~5’620 |
| 1951-1960 | 122~12            | 18’772~1’877   | 99’102~9’910    |
| 1961-1970 | 130~13            | 15’784~1’578   | 79’588~7’959    |
| 1971-1980 | 85~9              | 11’311~1’131   | 69’026~6’903    |
| 1981-1990 | 176~18            | 18’806~1’881   | 108’714~10’871  |
| 1991-2000 | 101~10            | 9’212~921      | 66’284~6’628    |
| 2001      | 11                | 918            | 7’447           |
| 2002      | 10                | 626            | 4’263           |
| 2003      | 5                 | 503            | 3’968           |
| 2004      | 9                 | 1’010          | 8’276           |
| 2005      | 6                 | 302            | 2’194           |
| 2006      | 11                | 856            | 6’615           |
| 2007      | 10                | 633            | 5’522           |
| 2008      | 0                 | 0              | 0               |
| 2009      | 3                 | 310            | 2’965           |
| 2010      | 14                | 1’107          | 8’008           |
| 2011      | 9                 | 726            | 4’682           |
| 2012      | 12                | 716            | 4’961           |
| 2013      | 11                | 1’104          | 8’302           |
| 2014      | 2                 | 48             | 341             |
| итог      | 1’922             | 261’003        | 1’850’482       |

* для первых шести строк через тильду указано среднегодовое значение для сопоставления с ежегодными данными XXI века.
Долгосрочная среднегодовая добыча (голов)
- 1709-1999: 850
- 1900-1999: 1’225
- 1980-1999: 1’511
- 1990-1999: 956[13]

Промысел обыкновенных гринд осуществляется также в Гренландии. Хотя промысел осуществляется с IX века, он не привёл к снижению численности животных. Исследования, проведённые в 1987 и 1989 годах, показали, что в центральной и северо-восточной части Атлантики находится около 750 тысяч обыкновенных гринд, в северо-восточной части — около 200 тысяч. Какие-либо свидетельства о глобальном изменении численности этого вида с тех пор отсутствуют.